# Галицијци
Галицијци (гал. galegos) су келтско-романски народ сродан Шпанцима и Португалцима, који претежно живи у Шпанији, то јест у аутономној заједници Галицији. Галицијаца има укупно и до 3,2 милиона, а од тога око 2,8 милиона живи у Шпанији. Галицијци су углавном католичке вероисповести, а говоре галицијским и шпанским језиком, који спадају у романску групу индоевропске породице језика.

## Језик
Галицијски језик припада иберороманској грани романских језика и сличан је португалском језику. Њиме се служи око 3 милиона људи, а у Галицији око 2,4 милиона. Матичан је језик заједнице Галиције заједно са шпанским. Парламент Европске уније признаје галицијски језик као португалски језик, и као таквим га користе галицијски заступници у парламенту. Такође, постоје и бројни дијалекти галицијског језика, који се међусобно разумеју.

## Религија
Као и околни Португалци, Шпанци и Леонци, Галицијци су традиционално католичке вере. Према попису из 2012. године католици су чинили 83 % Галиције и Галиција је једна од најрелигиознијих заједница у Шпанији.
- Галицијски гајдаши
- Застава Галиције
- Галицијско јело —